# الغزو السوفييتي المقترح لهوكايدو
أثناء الحرب السوفيتية اليابانية في أغسطس 1945، وضع الاتحاد السوفيتي خططًا لغزو هوكايدو، أقصى الجزر الرئيسية الأربع في اليابان شمالاً. وقد أدت معارضة الولايات المتحدة والشكوك داخل القيادة العليا السوفيتية إلى إلغاء الخطط قبل أن يبدأ الغزو.

## خلفية
في الأيام الأخيرة من الحرب العالمية الثانية، أعلن الاتحاد السوفييتي الحرب على اليابان (9 أغسطس)، كما وافق جوزيف ستالين سراً في طهران ويالطا. كان إعلان الحرب السوفييتي عاملاً رئيسيًا في استسلام اليابان في 15 أغسطس.  على الرغم من أن جميع الحلفاء الآخرين، بما في ذلك الولايات المتحدة، أوقفوا جميع الأعمال العدائية عند الاستسلام، إلا أن ستالين أمر قواته بمواصلة القتال للاستيلاء على المزيد من الأراضي اليابانية  :28ولوضع السوفييت في موقف تفاوضي أقوى لاحتلال اليابان. :156
نجح الجيش الأحمر في الاستيلاء على النصف الجنوبي من جزيرة سخالين. كانت الجزيرة محل نزاع بين اليابان وروسيا لمدة قرن من الزمان، كما دارت عليها معارك خلال الحرب الروسية اليابانية عام 1905، وبحلول عام 1945، قُسمت بين البلدين (أطلق على النصف الجنوبي الياباني اسم محافظة كارافوتو). وبعد ذلك استولى السوفييت على جزر الكوريل بدءًا من 18 أغسطس، أي بعد ثلاثة أيام من استسلام اليابان.
أثناء تخطيطهم لغزوات سخالين وجزر الكوريل، اعتبر السوفييت أنه من الضروري السيطرة على هوكايدو (أو على الأقل أجزاء هوكايدو المطلة على بحر أوخوتسك) لتأمين أراضيهم الجديدة.  ومع ذلك، فإن إعلان بوتسدام في الشهر السابق نص على أن اليابان بعد الحرب سوف تسيطر على جزرها الرئيسية الأربع، هوكايدو، وهونشو وكيوشو وشيكوكو. لذلك، فإن ضم الاتحاد السوفييتي أو حتى احتلاله لهوكايدو كان من المرجح أن يثير معارضة شديدة من جانب الحلفاء الآخرين. :155–156

## خطط المعركة المقترحة
خطط مارشال الاتحاد السوفييتي ألكسندر فاسيليفسكي للاستيلاء على النصف الشمالي من هوكايدو من خلال إنزال في الميناء الصغير النائي :156–157من روموي واحتلال كل الأراضي شمال الخط من روموي إلى كوشيرو. كان من المقرر استخدام فرقتين للبنادق من فيلق البنادق رقم 87.  كما أُرسلت وحدات جوية وبحرية إلى سخالين لدعم الغزو. حتى مع السفن الأمريكية التي تم إقراضها للسوفييت خلال مشروع هولا، لم يكن لدى البحرية السوفييتية قدرات نقل كافية لحمل الفرقتين من سخالين في رحلة واحدة، لذلك كان الواجب القيام برحلتين.  خطط الأميرال إيفان يوماشيف لبدء عملية إنزال روموي في الساعة 05:00 من صباح يوم 24 أغسطس.  
أمرت القيادة العليا السوفييتية بأنه على الرغم من ضرورة المضي قدمًا في الاستعدادات اللوجستية، إلا أن الغزو لا ينبغي أن يبدأ دون إذن صريح من المقر الرئيسي. 

## الإلغاء
كان الرئيس الأمريكي هاري ترومان على استعداد لقبول ضم الاتحاد السوفييتي لجزيرة سخالين وجزر الكوريل، والتي ظلت جزءًا من الاتحاد السوفييتي بعد الحرب، لكنه عارض بشدة أي مغامرة سوفييتية في هوكايدو. كان إعلان بوتسدام يهدف إلى تسليم جميع الجزر اليابانية إلى الجنرال الأمريكي دوغلاس ماكارثر، وليس إلى السوفييت، ولذلك رفض ترومان السماح للسوفييت بالمشاركة في احتلال اليابان.   وعلاوة على ذلك، أثيرت مخاوف داخل القيادة العليا السوفيتية من أن غزو هوكايدو سيكون غير عملي، ومن غير المرجح أن ينجح، وينتهك اتفاقية يالطا. :155–156
أُلغي الغزو في 22 أغسطس، قبل يومين من الموعد المقرر لبدئه، وركزت القوات السوفيتية على الاستيلاء على جزر الكوريل بدلاً من ذلك. 

## التحليل التاريخي
اعتبر المؤرخون بشكل عام أنه من غير المرجح أن ينجح غزو هوكايدو. وتشمل العوامل العدد الصغير من سفن النقل السوفييتية، والعدد الصغير من القوات البرية السوفييتية المخطط لها للغزو، وتوافر القوة الجوية اليابانية بما في ذلك الطائرات الانتحارية لمواجهة أي إنزال سوفييتي. تكبدت القوات السوفيتية خسائر فادحة في معركة شومشو أثناء غزو جزر الكوريل، وتوقع المؤرخون مشاكل مماثلة أثناء غزو هوكايدو. 
ويعتقد دينيس جيانجريكو أن القوات اليابانية كانت ستقاوم بشدة أي هجوم بعد استسلام بلادها، وأن القوات السوفييتية الصغيرة التي تم تجميعها على عجل كانت ستكون عاجزة عن الصمود في وجهها. نظرًا لأن السوفييت اعتقدوا أن اليابانيين لن يعارضوا الإنزال بعد استسلام اليابانيين بالفعل، فقد جمع السوفييت قوة صغيرة نسبيًا من فرقتين، أصغر كثيرًا من الجيوش الميدانية الأربعة، بإجمالي حوالي 12 فرقة، والتي قدر المارشال غيورغي جوكوف أنها ستكون ضرورية لغزو كامل النطاق. :155–156ومع ذلك، بعد أن دافع اليابانيون بشراسة عن شومشو بعد ثلاثة أيام من الاستسلام، اضطر السوفييت إلى إعادة النظر في هذا الافتراض. :158
ومع ذلك، يعتقد ريتشارد ب. فرانك أنه على الرغم من العيوب السوفييتية الخطيرة في القدرة على الشحن والغطاء الجوي، فإن السوفييت كان بإمكانهم النجاح لأن الدفاعات اليابانية كانت مركزة في الجنوب لمواجهة الأميركيين، وليس في الشمال لمواجهة السوفييت. 

## روابط خارجية
- الاتصالات بين الضباط السوفييت وبين ترومان وستالين بشأن خطط غزو هوكايدو، قدمها مركز ويلسون